# Henri Fouquet
Henri Fouquet (Limbourg, 10 maart 1825 - Schaarbeek, 14 oktober 1893) was tijdens de tweede helft van de 19-de eeuw een Belgische architect, actief bij de Belgische Staatsspoorwegen.

## Biografie
Henri Fouquet kwam in 1841, op 16-jarige leeftijd, in dienst van de Belgische Staatsspoorwegen.
In die tijd was een indiensttreding op jonge leeftijd niet uitzonderlijk. Gewoonlijk werd in dergelijke gevallen de dagelijks arbeid aangevuld met autodidact-studie en avondstudie bij een onderwijsinrichting.
Mettertijd evolueerde Fouquet tot ingenieur-architect. Na 39 jaar dienst werd hij -anno 1879/1880- bevorderd tot eerste-architect "à titre personnel". De toevoeging "à titre personnel" duidt erop dat zijn graad hoogst uitzonderlijk was en niet algemeen in het kader voorkwam.
Fouquet verwerkte in de stationsgevels met regelmaat wapenschilden: zowel van de stad waar het gebouw werd opgetrokken, als van de naburige steden die vanuit dat station met de trein bereikbaar waren.
Vanaf 1892 kwam Fouquet's naam niet meer voor in het personeelsbestand. Dit laat vermoeden dat hij in dat jaar, toen hij 67 was, de spoorwegen verliet. Niettemin werden na zijn vertrek nog stations afgewerkt naar de plannen die hij gedurende zijn actieve periode had gemaakt.

## Werken
Op Fouquet's palmares staan de volgende stations:
- 1876-1879: Leuven, Martelarenplein. Gebouw in eclectische stijl met invloeden van Franse classicisme en Italiaanse renaissance. Dit beschermd monument wordt algemeen beschouwd als Fouquet's meesterwerk.

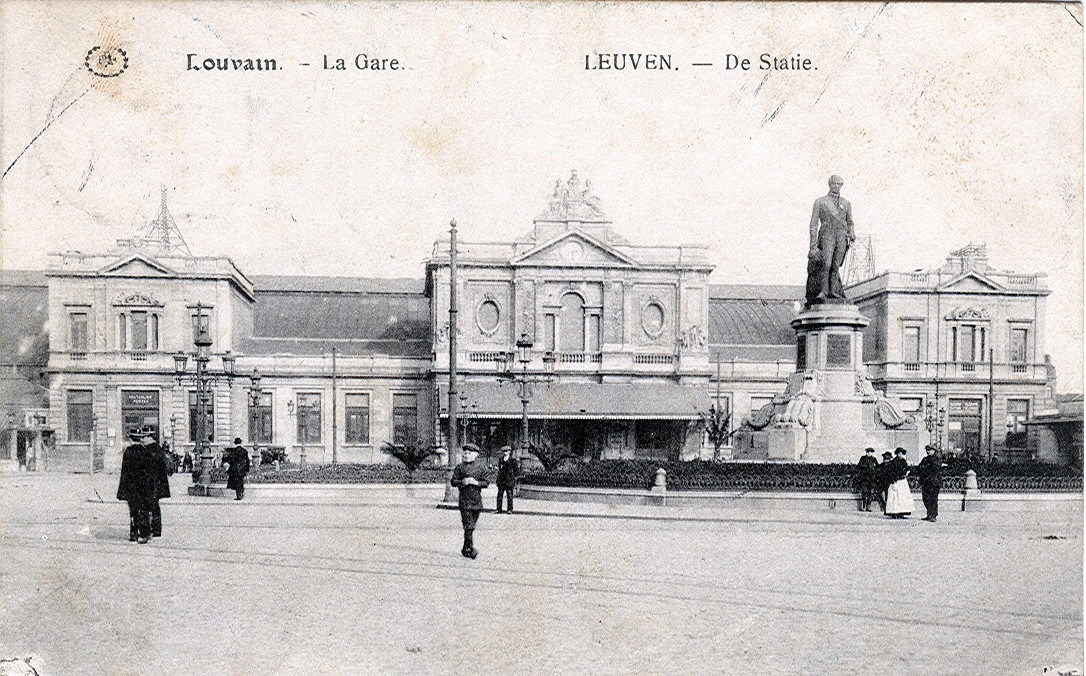
Vooraanzicht op een prentkaart omstreeks 1900

- 1880-1883: Vilvoorde, Stationsplein. Gebouw in neo-Vlaamse-renaissancestijl. Beschermd monument.

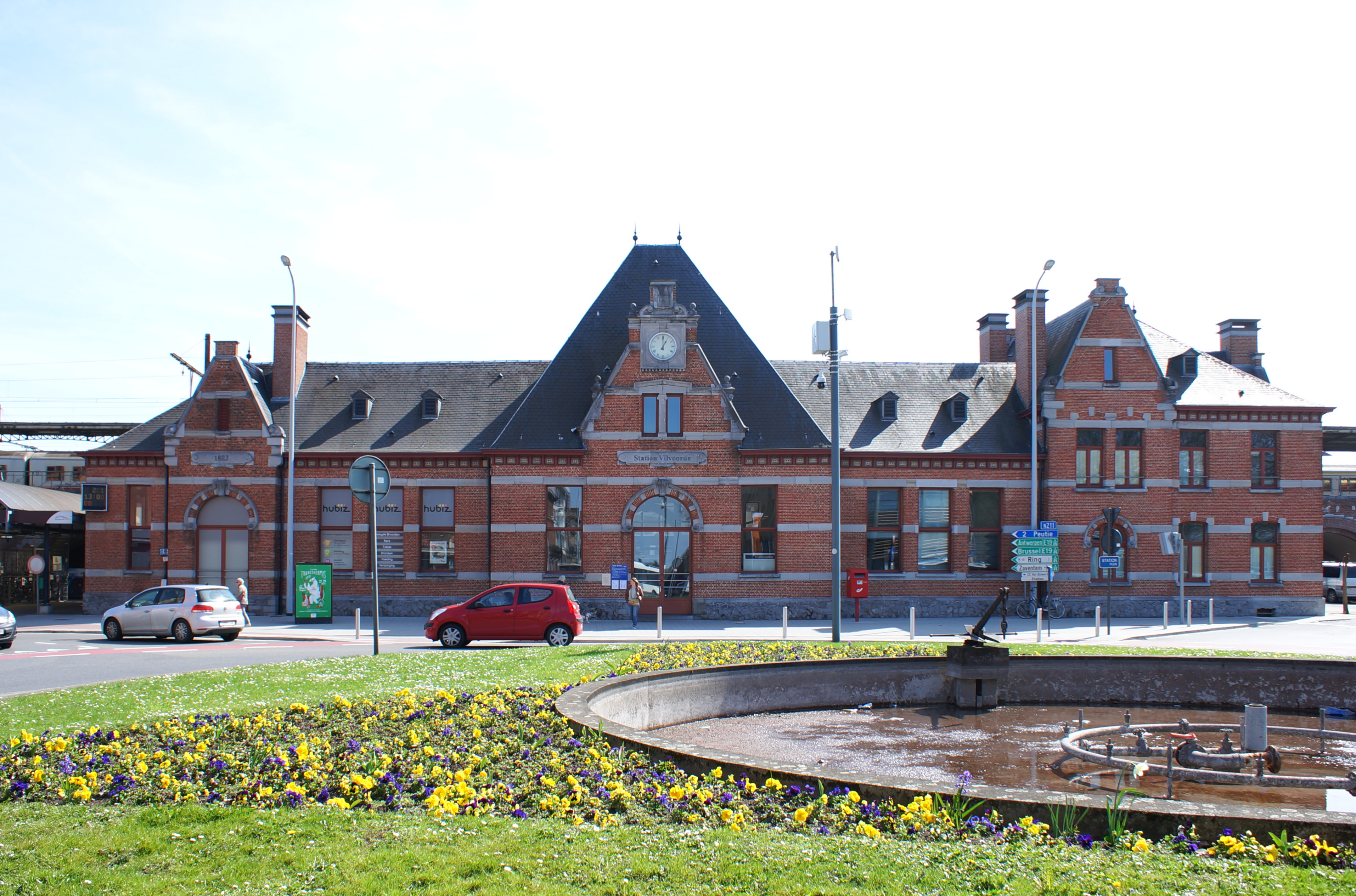
Vooraanzicht

- 1884: Nieuwpoort-Bad. Dit station met neo-classicistische inslag lag op de voormalige spoorlijn Diksmuide-Nieuwpoort-Bad welke in 1868 in dienst werd genomen. Sedert 18 mei 1952 was het station voor het publiek gesloten. De lijn wordt sinds 1974 niet meer uitgebaat.

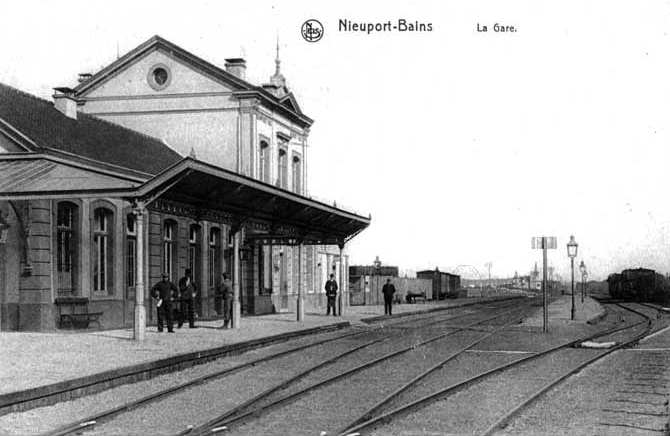
Zijaanzicht op een prentkaart omstreeks 1900

- 1887: Halle, Graankaai en Vandenpeereboomstraat. Architectonisch waardevol gebouw, opgericht in neo-Vlaamse-renaissancestijl. Het gebouw deed meer dan een eeuw dienst. Ter voorbereiding van de aanleg der hogesnelheidslijn voor het traject Brussel - Parijs / Londen, werd het station in 1993 gedemonteerd. Hierbij werd beloofd dat het in zijn originele staat zou worden wederopgebouwd maar deze belofte werd niet nagekomen.

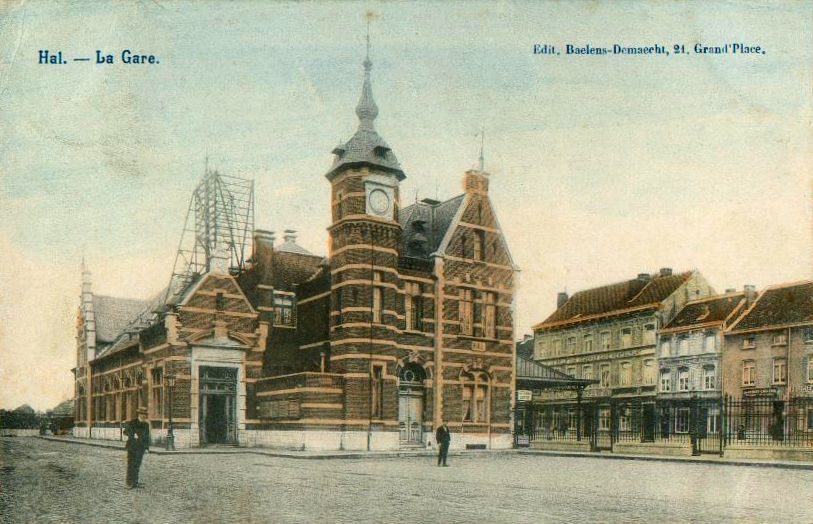
Zijaanzicht op een prentkaart omstreeks 1900

- 1887-1889: Oostkamp, Everaertstraat. Lage constructie, in neoclassicistische stijl. Verfraaid met een opvallende luifel en metalen sierelementen. Beschermd monument.

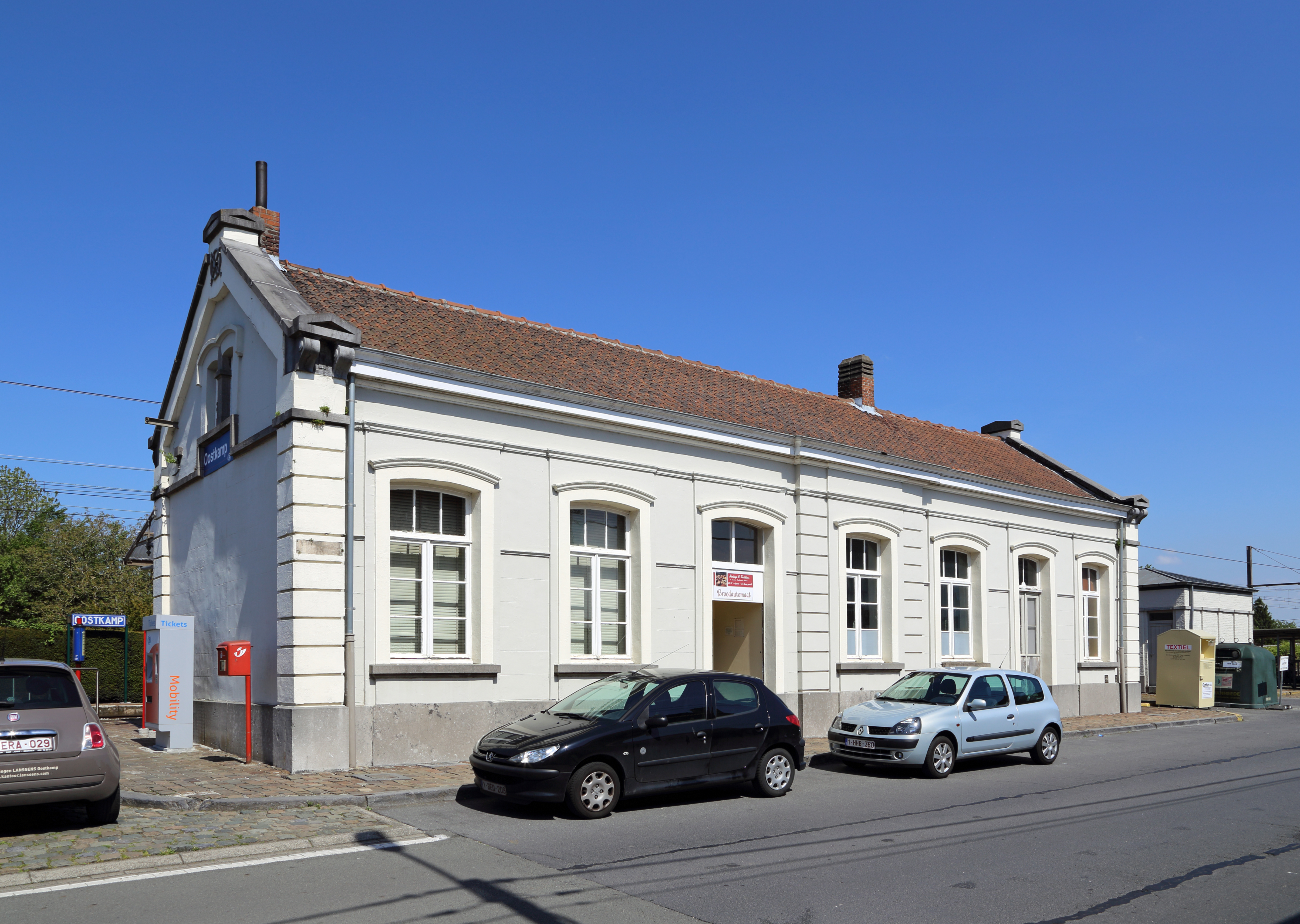
Vooraanzicht

- 1890: Saint-Ghislain. Monumentale constructie in eclectische stijl, met aan de zuidkant een geïntegreerde woning voor de stationschef. Op de top van de voorgevel (centraal gedeelte) onderscheidt men een bisschopsmijter en -staf, die verwijzen naar Ghislenus van Henegouwen : de oprichter van de Abdij van Saint-Ghislain. Mettertijd ontwikkelde de stad zich rondom deze abdij.

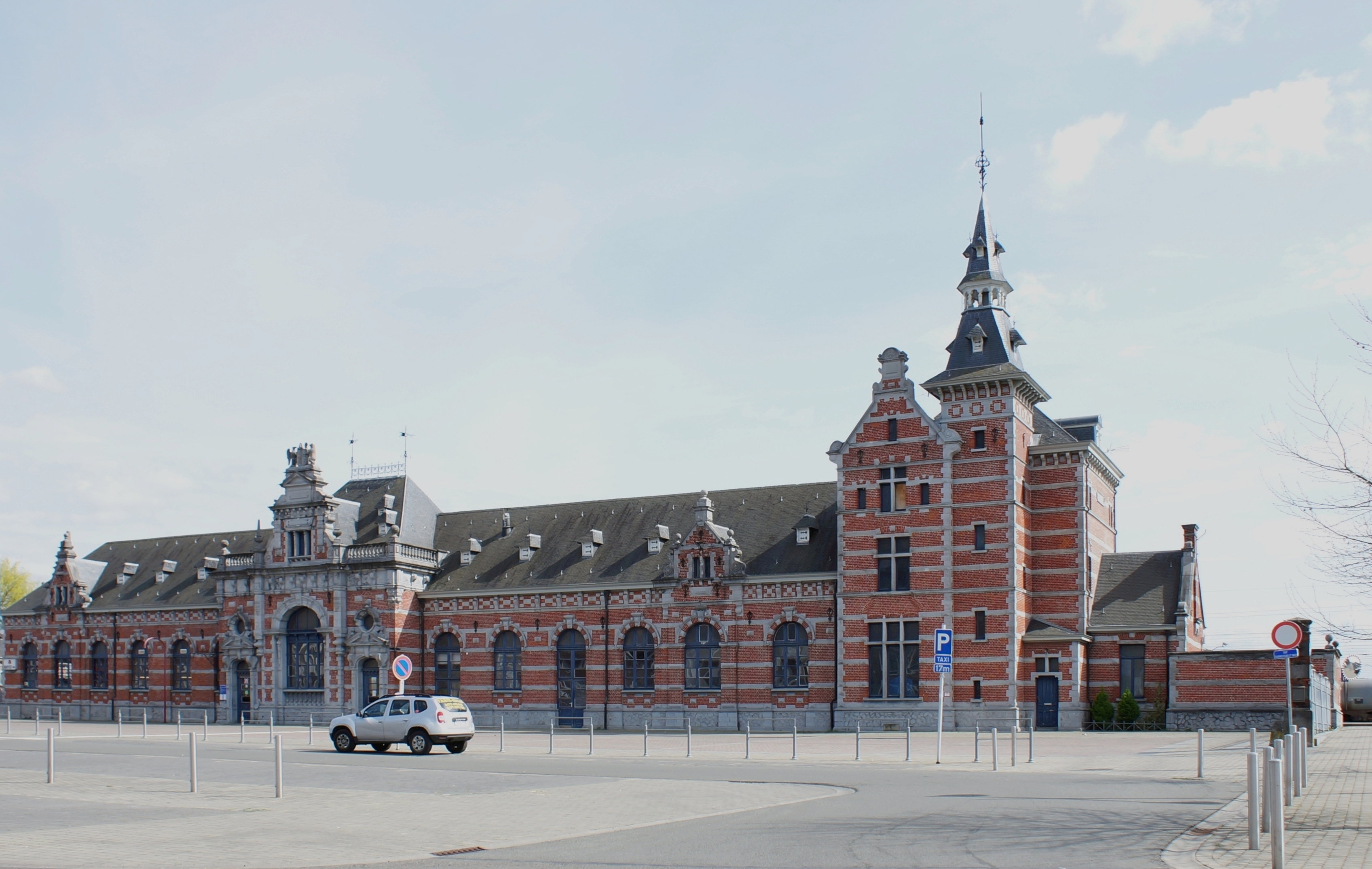
Vooraanzicht en toren
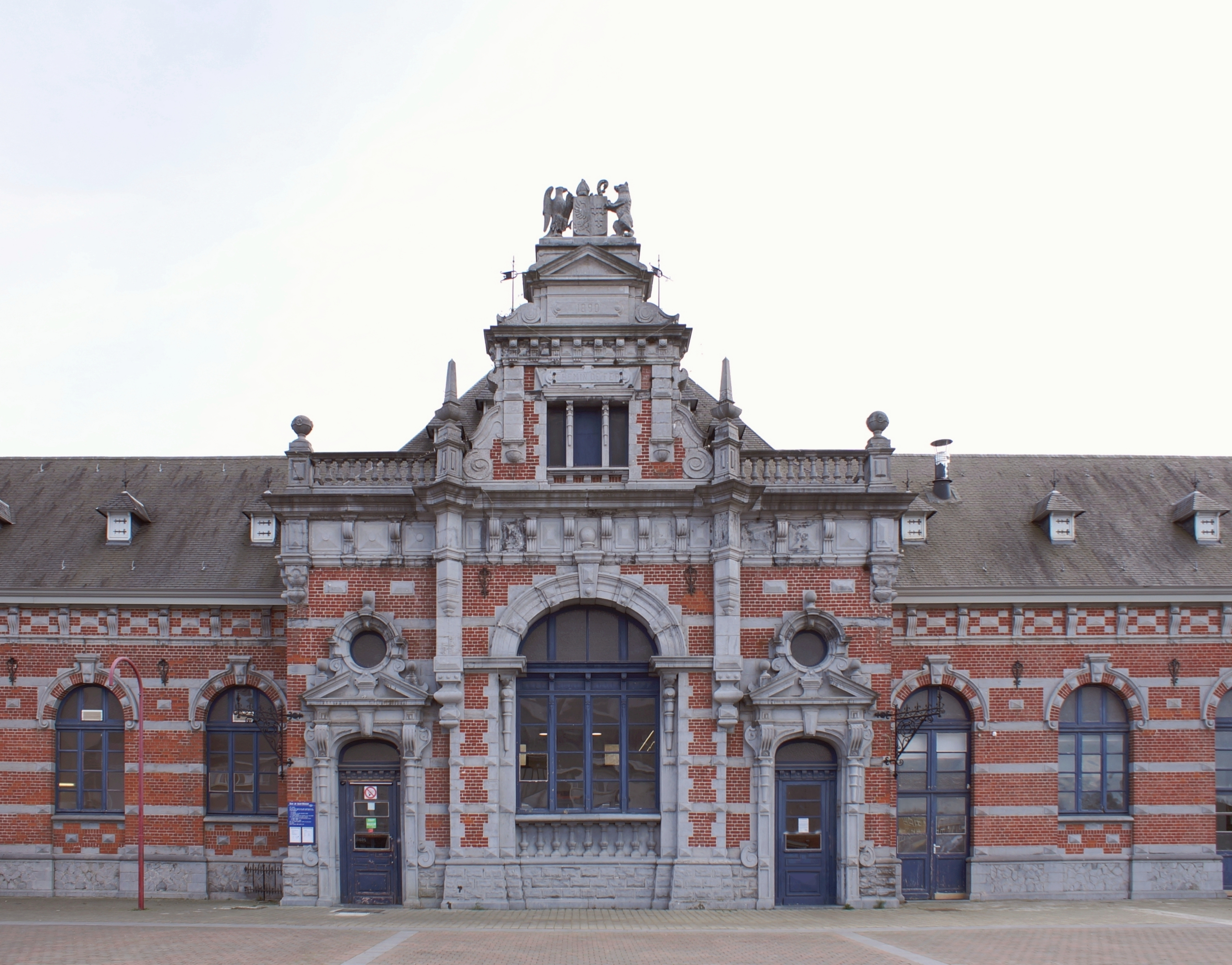
Centraal deel van de gevel en hoofdingang
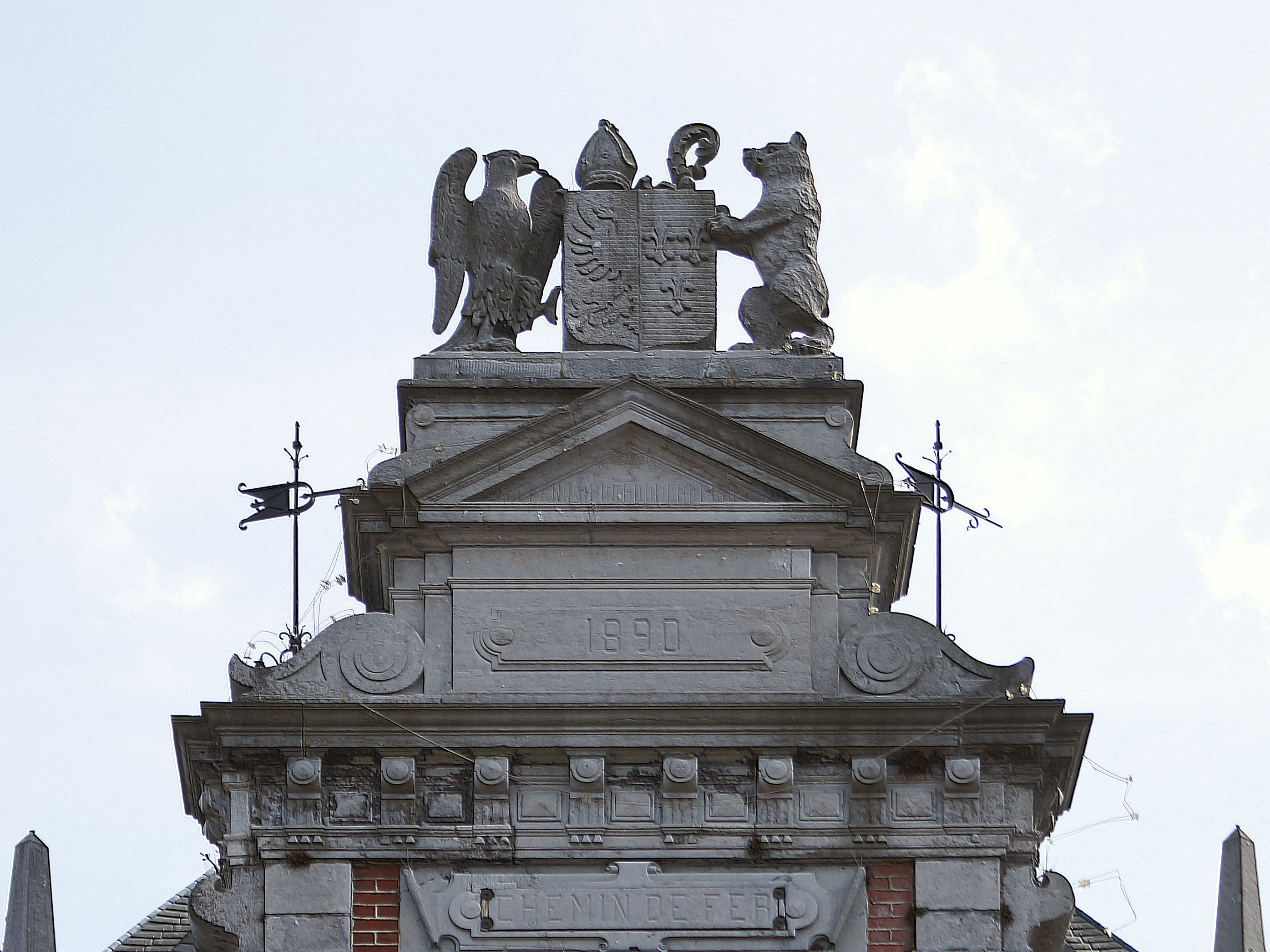
Top van de voorgevel: bisschopsmijter & -staf.

- 1891: Soignies (Nederlands: Zinnik): Rue de la Station. Monumentaal gebouw in eclectische stijl met een geïntegreerde woning voor de stationschef. Dit gebouw wordt door een aantal bronnen toegeschreven aan Henri Fouquet[1].

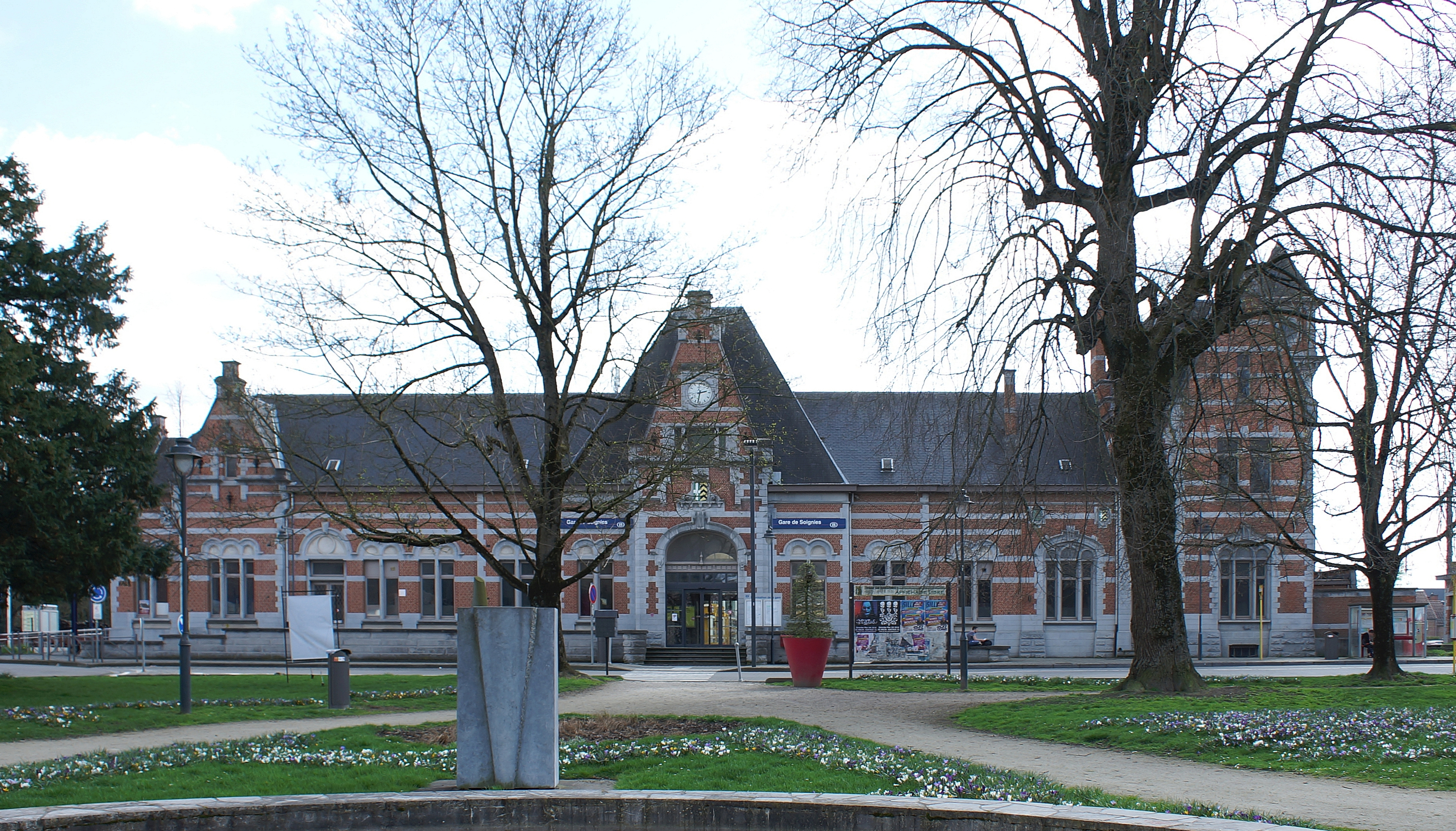
Voorgevel
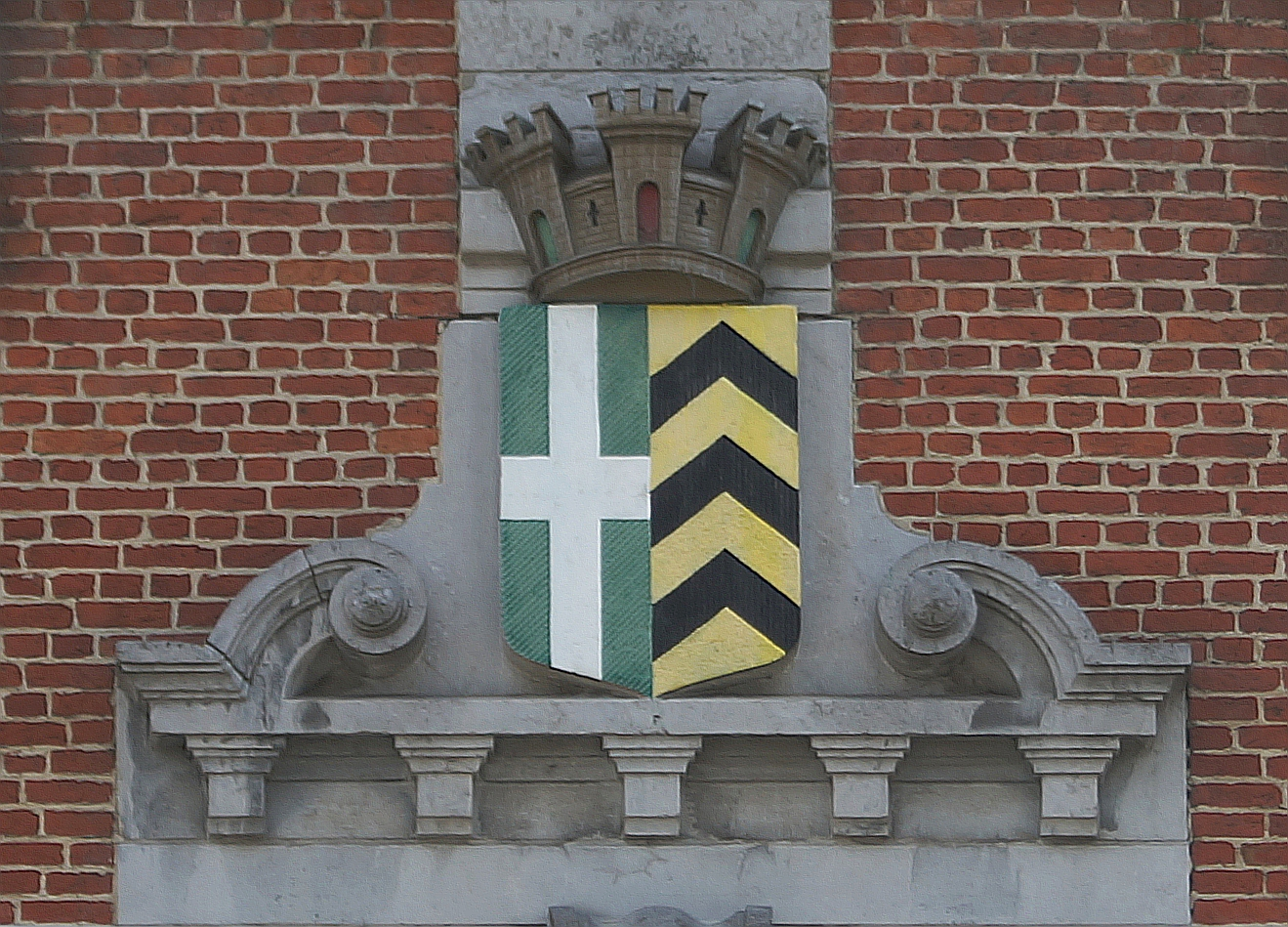
Wapenschild
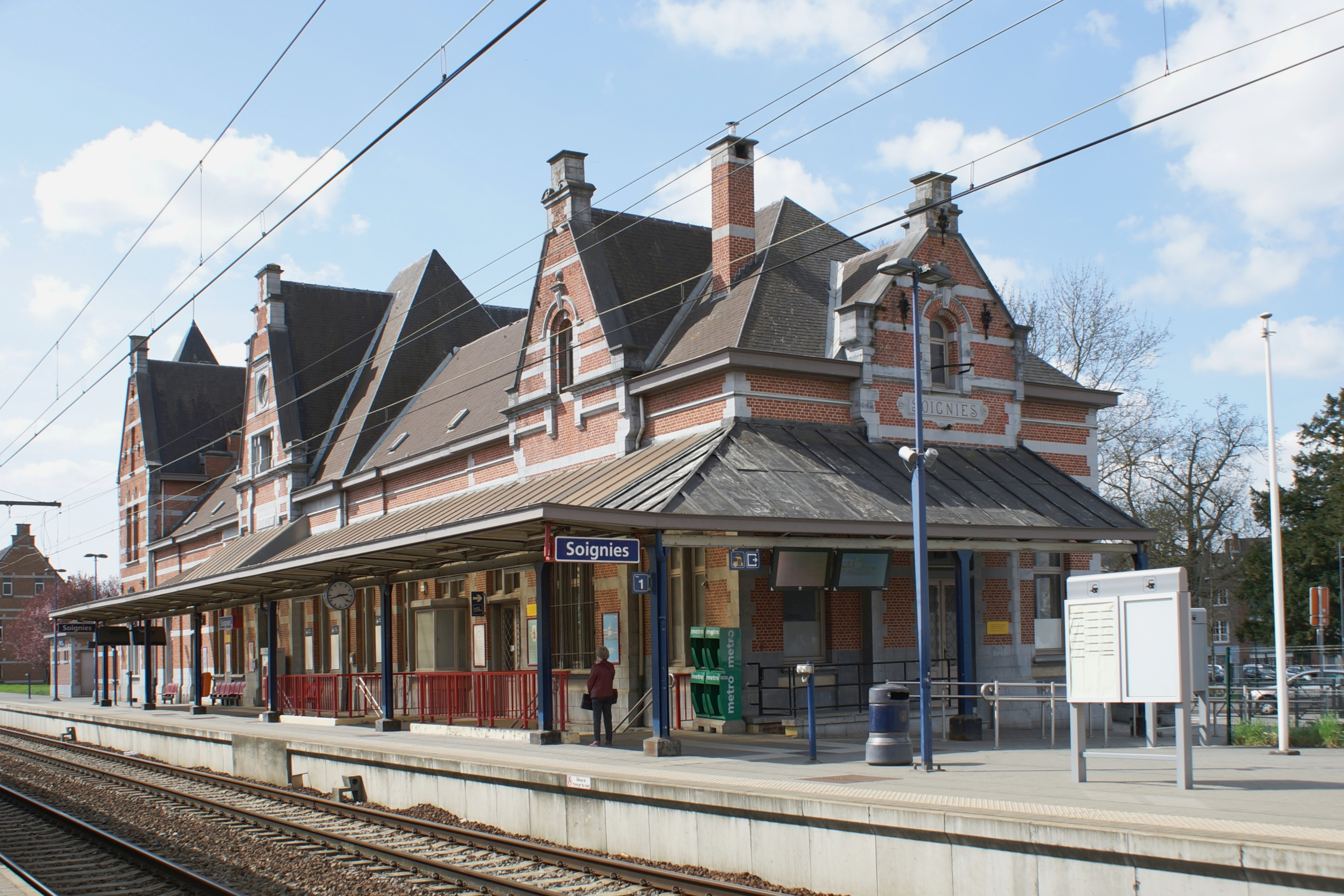
Zijaanzicht aan de kant van de sporen

- 1891-1893: Oudenaarde, Stationsplein. Beschermd monument, symmetrisch opgetrokken in neo-Vlaamse-renaissancestijl. Aan de voorzijde prijkt een opvallende zware toren. Een deel van het bouwwerk wordt heden ten dage voor culturele doeleinden gebruikt. Een nieuw dienstgebouw met beperkte afmetingen bevindt zich aan de ingang van de tunnel die leidt naar de sporen.

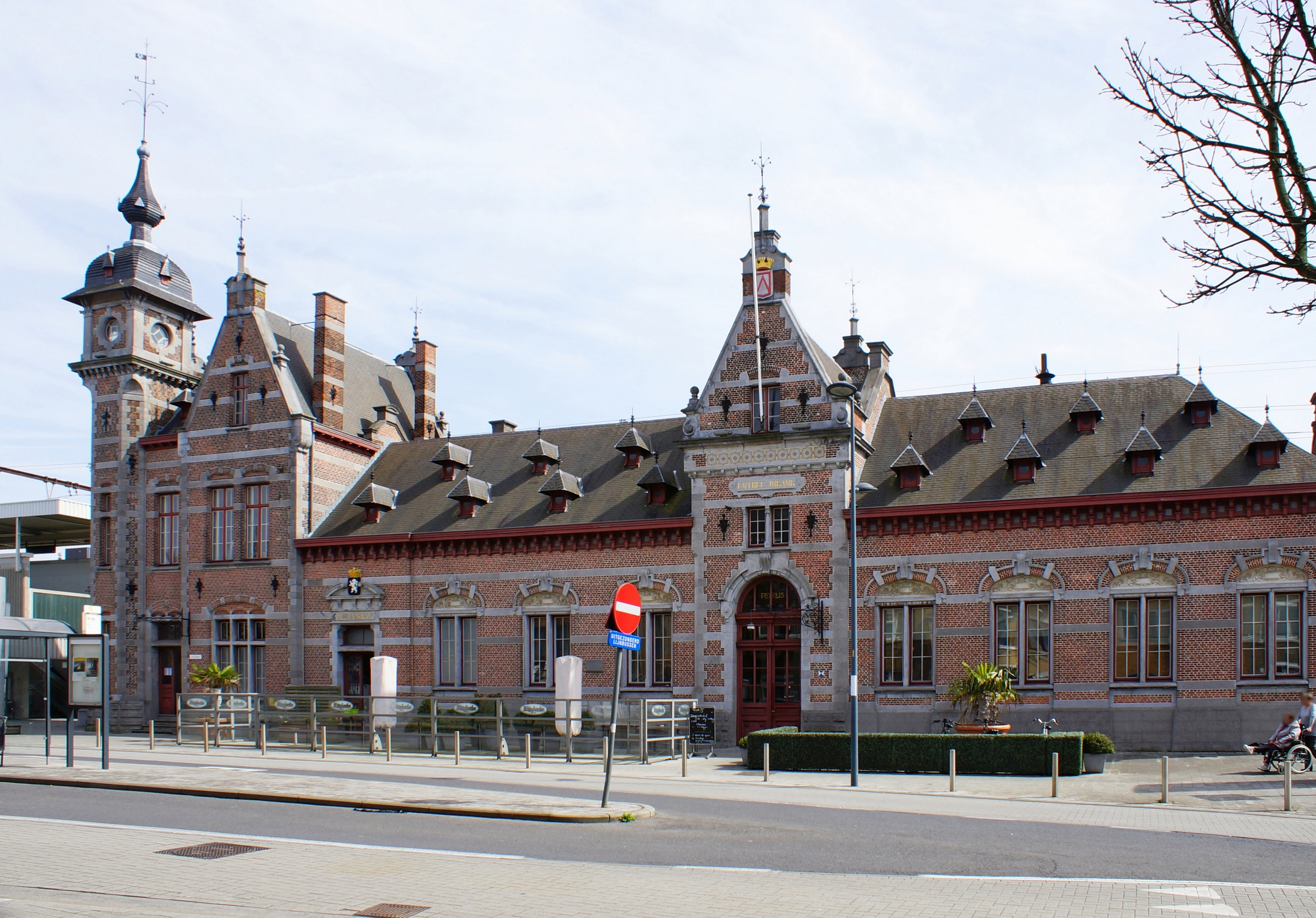
Vooraanzicht en toren
- Wapenschild en banderol
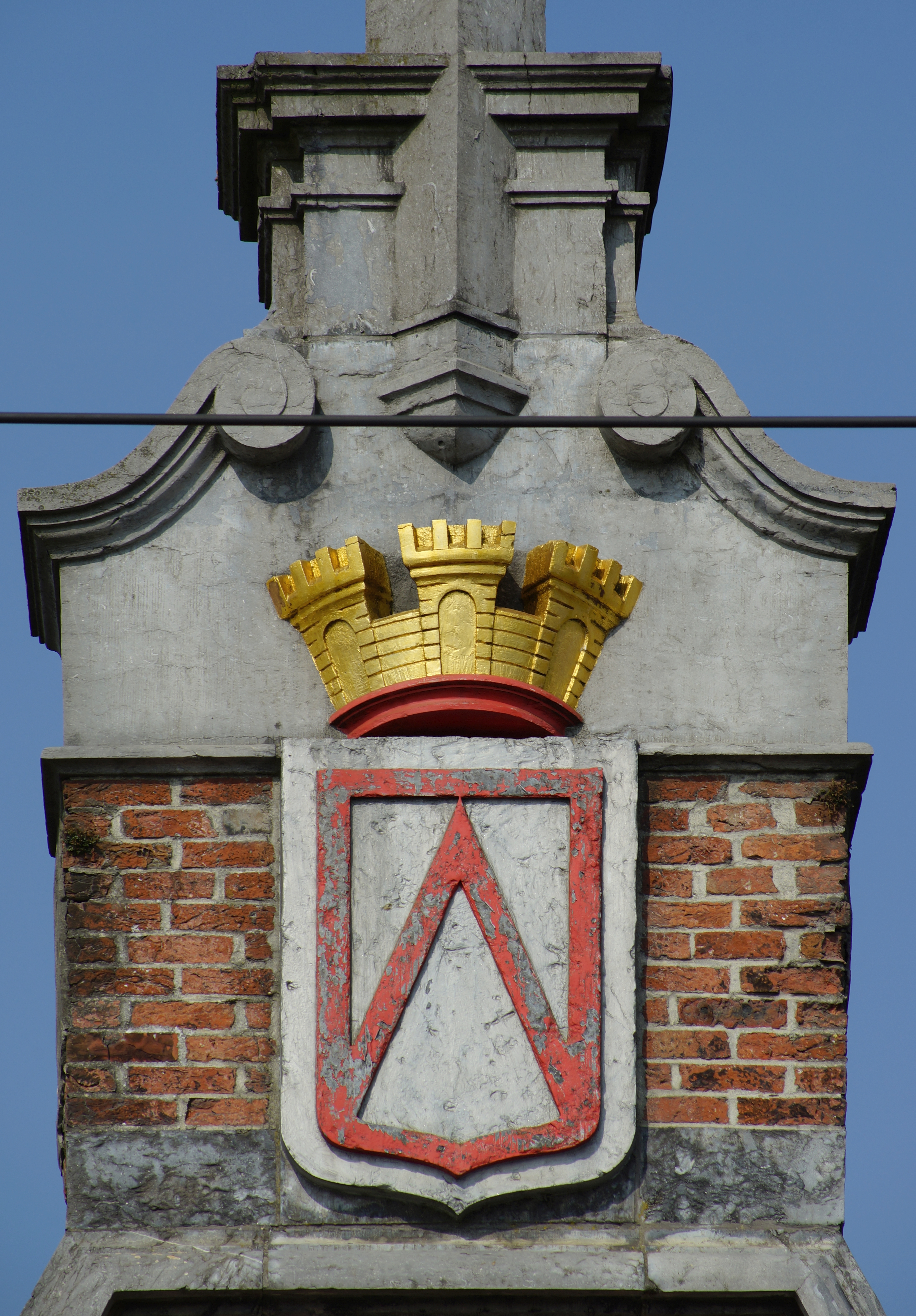
Wapenschild
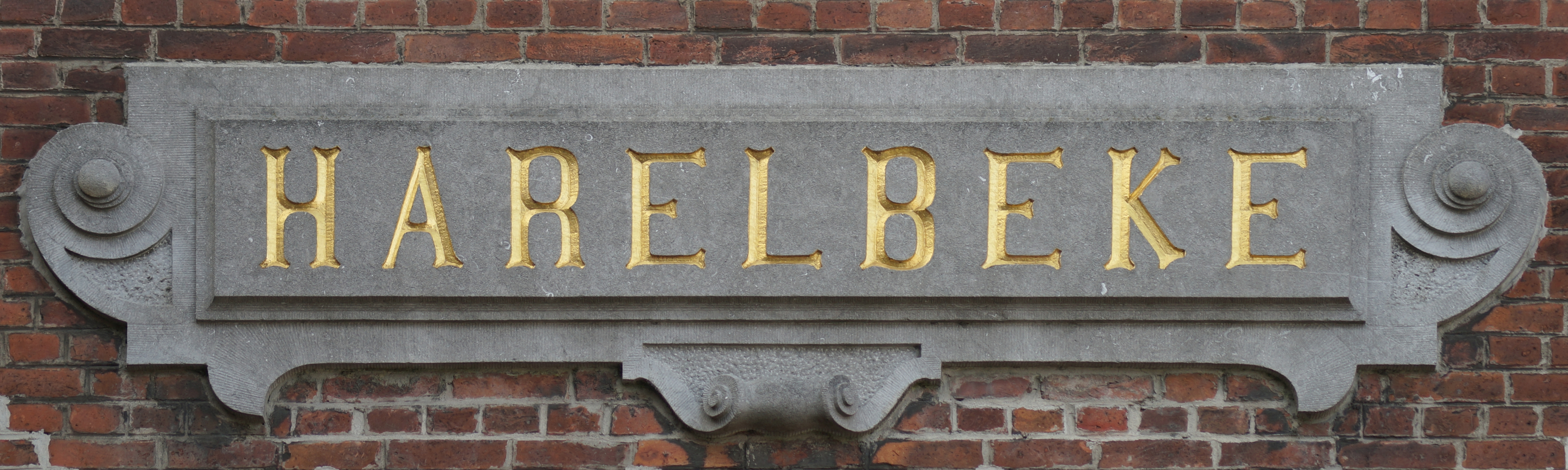
Banderol

- 1896: Harelbeke, Stationsplein. Monumentaal station in neo-Vlaamse-renaissancestijl. Het bouwwerk wordt thans niet meer effectief benut voor de exploitatie van de spoorwegen, maar wordt uitgebaat als eet- en drankgelegenheid. De gevels en het dak zijn beschermd bouwkundig erfgoed.

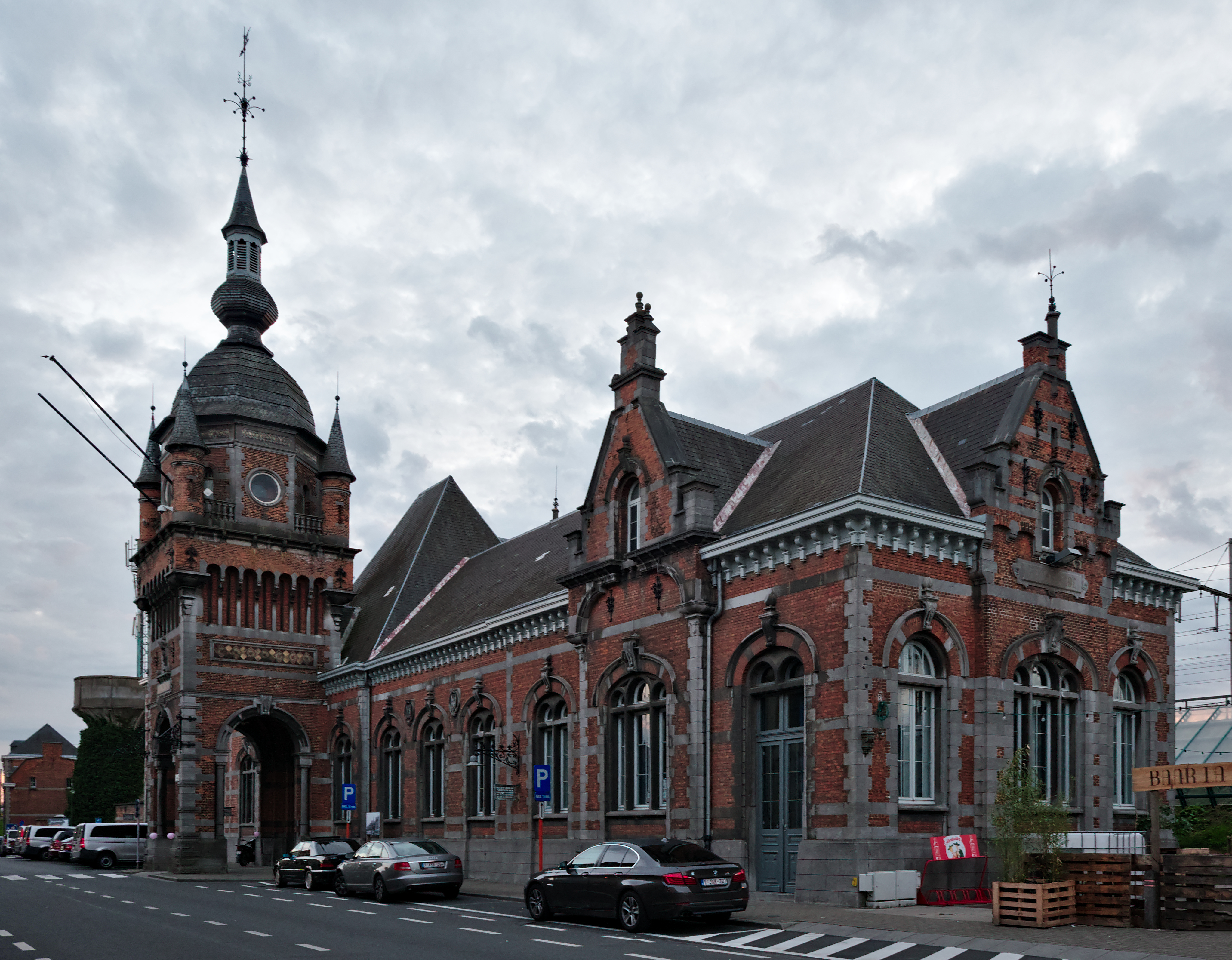
Vooraanzicht en toren
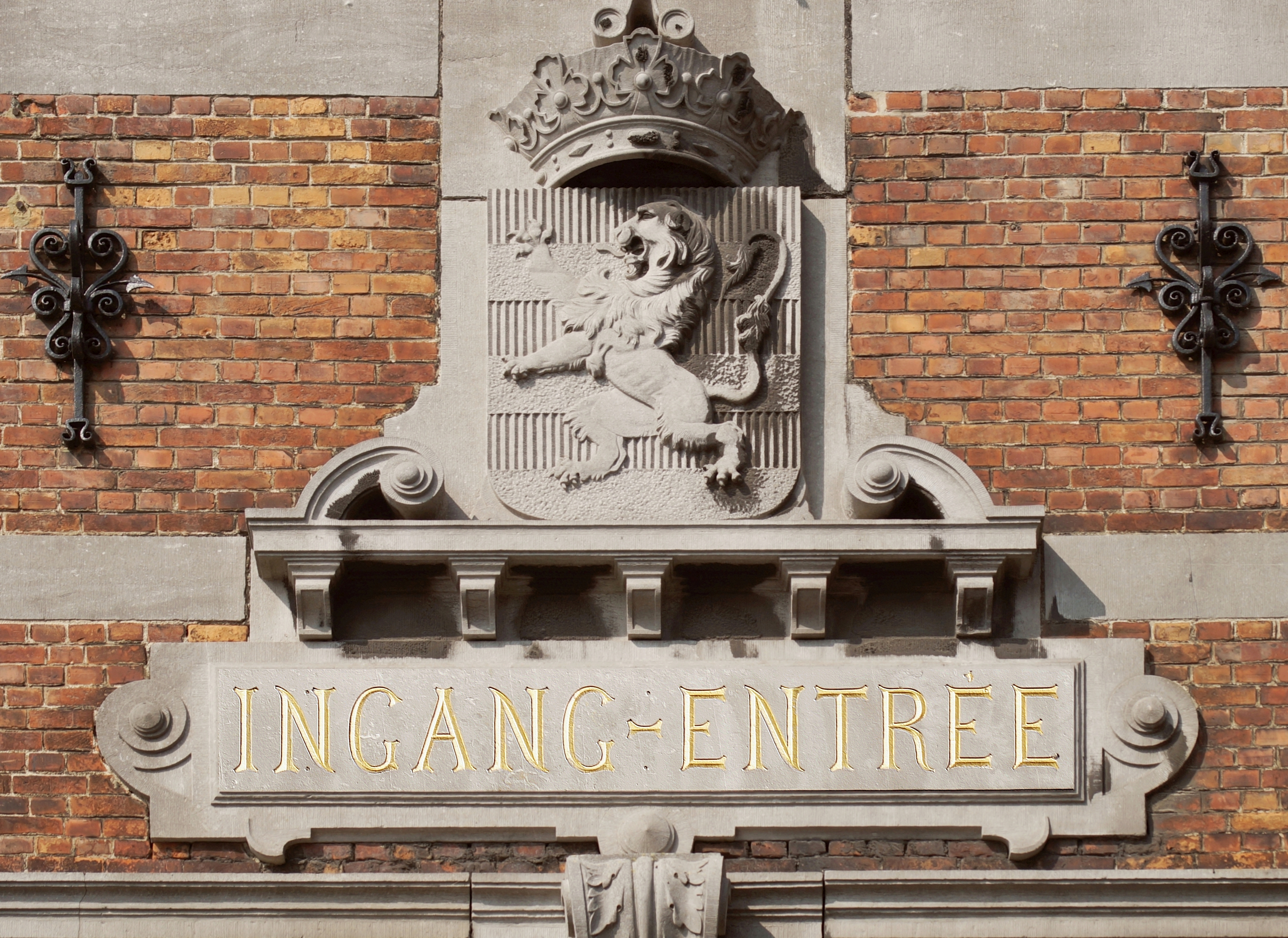
Wapenschild en banderol
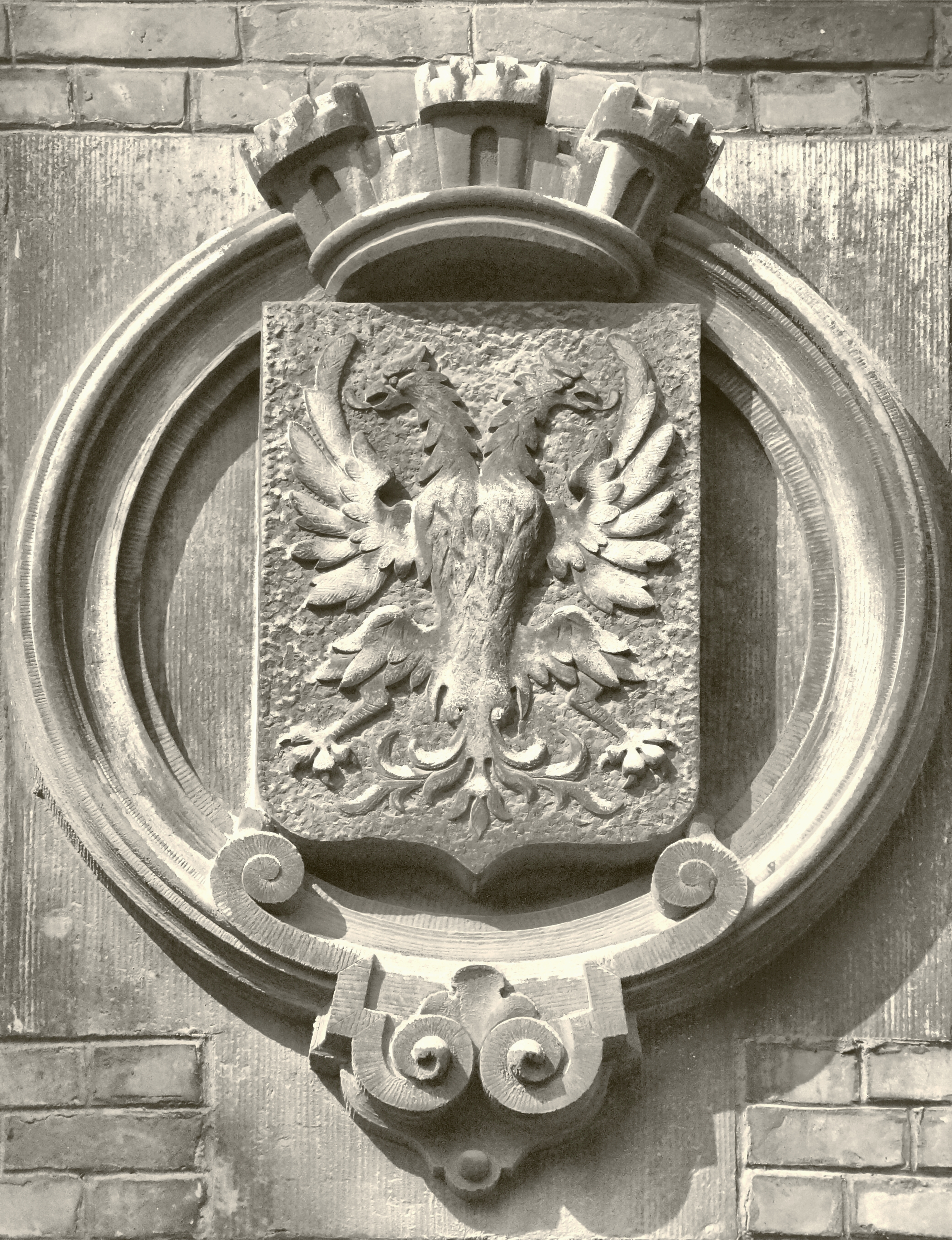
Wapenschild
- Banderol